# 1455 Mitchella
1455 Mitchella eller 1937 LF är en asteroid i huvudbältet, som upptäcktes den 5 juni 1937 av den tyske astronomen Alfred Bohrmann i Heidelberg. Den har fått sitt namn efter den amerikanska astronomen Maria Mitchell.
Asteroiden har en diameter på ungefär 6 kilometer och den tillhör asteroidgruppen Flora.